# Chemical (Post Malone)
Chemical è un singolo del cantante statunitense Post Malone, pubblicato il 14 aprile 2023 come primo estratto del quinto album in studio Austin.

## Antefatti
In un'intervista rilasciata a Billboard all'inizio del 2022, prima dell'uscita del suo quarto album in studio, Twelve Carat Toothache, ha espresso l'intenzione di recuperare la sua visione artistica, anche a costo di compromettere il successo commerciale. Chemical segna la sua prima uscita come artista principale dopo l'album. Il 12 aprile 2023, ha postato sui suoi social network una clip in cui ascolta la canzone e ne ha annunciato l'uscita.

## Descrizione
Chemical è una canzone pop rock e synth-pop che vede Post Malone tornare al suo sound originario, accompagnata da una chitarra acustica "folk-based" e da "elementi pop contemporanei". Include un ritornello "brillante e orecchiabile", che è stato descritto come un "contrasto" con le sue precedenti proposte più malinconiche. Nonostante l'atmosfera allegra del ritornello, il contenuto del testo è stato considerato "in linea con il marchio" di Post Malone, che parla della sua incapacità di lasciar andare una relazione apparentemente tossica, simile a una dipendenza.

## Video musicale
Il video musicale, pubblico in concomitanza con l'uscita del singolo, è stato diretto da Alfred Marroquin e reso disponibile sul canale YouTube del cantante.

## Tracce
Testi di Austin Post, Billy Wash, Louis Bell ed Andrew Watt, musiche di Post Malone, Andrew Watt e Louis Bell.
1. Chemical – 3:04

## Classifiche

### Classifiche settimanali
| Classifica (2023) | Posizione massima |
| ----------------- | ----------------- |
| Australia         | 13                |
| Austria           | 21                |
| Belgio (Fiandre)  | 11                |
| Belgio (Vallonia) | 15                |
| Bielorussia       | 57                |
| Canada            | 8                 |
| Danimarca         | 16                |
| Estonia           | 2                 |
| Finlandia         | 44                |
| Germania          | 24                |
| Irlanda           | 12                |
| Italia            | 93                |
| Lituania          | 44                |
| Lussemburgo       | 24                |
| Norvegia          | 10                |
| Nuova Zelanda     | 15                |
| Paesi Bassi       | 12                |
| Portogallo        | 52                |
| Regno Unito       | 11                |
| Russia            | 198               |
| Singapore         | 30                |
| Slovacchia        | 42                |
| Stati Uniti       | 13                |
| Sudafrica         | 37                |
| Svezia            | 11                |
| Svizzera          | 21                |
| Vietnam           | 96                |

### Classifiche di fine anno
| Classifica (2023) | Posizione |
| ----------------- | --------- |
| Australia         | 40        |
| Belgio (Fiandre)  | 23        |
| Belgio (Vallonia) | 82        |
| Canada            | 21        |
| Estonia           | 16        |
| Germania          | 60        |
| Paesi Bassi       | 32        |
| Regno Unito       | 90        |
| Stati Uniti       | 57        |